# 孫多森

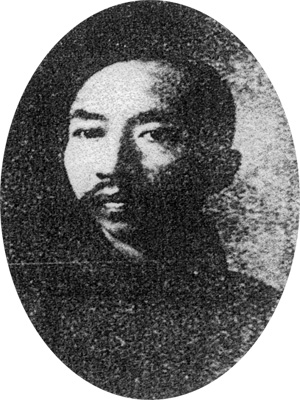
孙多森

孙多森（1867年—1919年）号荫庭，安徽寿州人。清朝及中华民国官员、实业家，清末大学士孫家鼐之孫，中华民国交通部次长孫多钰之兄长。

## 生平
1885年，孙多森中秀才，继而成为贡生，捐候補同知。1898年，孙多森和兄长孙多鑫在上海创办阜丰面粉公司，孙多森任总经理。这是中国华商创办的首家面粉公司，1900年，建成投产，每天生产面粉2500包。1901年，孙多森升候补道，任上海电报局帮办。1906年，任上海商务总会协理。1907年，赴天津任启新洋灰公司及滦州矿务局协理。1908年，任北京自来水公司协理。1909年，任直隶全省工艺总局总办，兼南洋劝业协赞会会董。1910年4月，任直隶劝业道，任内编著《直隶实业汇编》。
1911年辛亥革命爆发后，12月，孙多森任清廷方面议和代表，随总代表唐绍仪赴上海进行南北议和。1912年12月，应财政总长周学熙的邀请，参与筹办中国银行，建议将该银行办成新型银行。1913年4月，任中国银行总裁，同年6月因周学熙去职而遭到解职。1913年6月30日，孙多森被北京政府任命为安徽民政长兼署安徽都督。7月17日，安徽宣布独立，孙多森仍任民政长，却因安徽省內军队內讧，21日，他与都督胡万泰逃往上海。25日，孙多森虽曾发电自辩，但是袁世凯于27日把他免职，8月3日，袁世凯又为他平反。
1914年5月，孙多森在北京创办中日实业股份有限公司并任总裁。6月，任參政院參政。10月，袁世凯在北京创办通惠实业特种公司，孙多森任临时总裁。1916年，筹办中孚银行并任总经理。1917年6月，孙多森重任中国银行总裁，但因张勋复辟而未就任，7月21日被免职。1919年，孙多森增资改组阜丰面粉公司为股份有限公司。
1919年，孙多森逝世。